# Погані часи у «Ель Роялі»
Погані часи у «Ель Роялі» (англ. Bad Times at the El Royale) — американський фільм-трилер 2018 року режисера Дрю Годдарда, який став також сценаристом. Фільм знятий у стилі нео-нуар.

## Сюжет
1969 рік. У колись популярному готелі «Ель Рояль», на кордоні штатів Невада та Каліфорнія, зібралися на ночівлю непривітний священик, співачка Дарлін, енергійний продавець пилососів і підозріла дівчина з Півдня. Разом з ними ніч в готелі проводить молодий консьєрж. Кожному з них є що приховувати і у кожного з них буде шанс спокутувати минулі гріхи. Але ситуація тільки ускладнюється, коли в «Ель Роялі» з'являється зловісний, але чарівний лідер культу, який бажає отримати своє.

## У ролях
| Актор             | Роль                                                                                        |
| ----------------- | ------------------------------------------------------------------------------------------- |
| Джефф Бріджес     | Дональд «Док» О'Келлі / Деніел Флінн (злочинець, що маскується священником)                 |
| Синтія Еріво      | Дарлін Світ (соул-співачка)                                                                 |
| Дакота Джонсон    | Емілі Саммерспрінг (жінка, яка намагається врятувати свою сестру від культу Біллі)          |
| Ганна Зірке       | Емілі в юнності                                                                             |
| Кейлі Спейні      | Роуз Саммерспрінг (сестра Емілі і спільниця Біллі Лі)                                       |
| Шарлотта Мосбі    | Роуз в юності                                                                               |
| Джон Гемм         | Двайт Броудбек / Сеймур «Ларамі» Салліван (агент ФБР, що маскується під продавця пилососів) |
| Льюїс Пуллман     | Майлз Міллер (консьєрж)                                                                     |
| Кріс Гемсворт     | Біллі Лі (лідер культу)                                                                     |
| Нік Офферман      | Фелікс О'Келлі (брат Дока, злочинець)                                                       |
| Ксав'є Долан      | Бадді Сандей (музичний продюсер, який звільнив Дарлін)                                      |
| Шей Віґем         | Вудбері Лоренс (лікар)                                                                      |
| Вільям Брюс Девіс | Гордон Хоффман (суддя)                                                                      |
| Марк О'Браєн      | Ларсен Роджерс (спільник Дока)                                                              |
| Чарльз Галфорд    | Семмі Вайлдс (тюремний сусід Дока)                                                          |
| Джим О'Гейр       | Мілтон Вірік (ведучий шоу Світ в Рено)                                                      |
| Менні Хасінто     | Ворінг «Вейд» Еспіріту (права рука Біллі Лі)                                                |

## Сприйняття
Оглядач сайту mrpl.city Іван Синєпалов розташував стрічку на 11 місці у переліку найкращих фільмів, що вийшли в український прокат у 2018 році.